# Национальная футбольная лига (Австралия)
Национа́льная футбо́льная ли́га (англ. National Soccer League) — высший дивизион чемпионата Австралии, просуществовавший в период с 1977 по 2004 годы. На смену ему пришла А-Лига.

## История
Лига была основана в 1977 году. За двадцать восемь сезонов существования NSL, её участниками стало 42 клуба. Чемпиону лиги выпадала честь представлять Австралию в Континентальном кубке Океании по футболу. В сезоне 2001/2002 в Высшем дивизионе играло 13 клубов, вместо 16. Такой формат просуществовал три сезона, вплоть до исчезновения турнира. До сезона 2012/2013 A-League осталось лишь три клуба, игравшие до 2004 года в National Soccer League: Аделаида Юнайтед, Ньюкасл Юнайтед Джетс и Перт Глори. Остальные клубы, либо были расформированы, либо играют в любительских лигах Австралийского чемпионата.